# Krisztián Rabb
Krisztián Rabb (Budapest, 10 novembre 2001) è uno schermidore ungherese, specializzato nella sciabola.

## Carriera
Nel 2024 si è laureato campione europeo nella sciabola a squadre, assieme a Decsi, Gémesi e Szilágyi, agli Europei di Basilea, oltre ad aver conquistato la medaglia d'argento nella prova a squadre alle Olimpiadi di Parigi, con Gémesi, Szatmári e Szilágyi.
Nel 2025 ha vinto nuovamente la medaglia d'oro agli Europei di Genova, assieme ai compagni di nazionale Szilágyi, Szatmári e Iliász, per poi diventare vicecampione del mondo nella stessa disciplina ai Mondiali di Tbilisi, con i connazionali Szilágyi, Gémesi e Iliász, dopo aver perso la finale contro l'Italia per 45-37.

## Palmarès
- Giochi olimpici

Parigi 2024: argento nella sciabola a squadre.
- Mondiali

Tbilisi 2025: argento nella sciabola a squadre.
- Europei

Genova 2025: oro nella sciabola a squadre.
Basilea 2024: oro nella sciabola a squadre.
- Europei Under-23

Adalia 2024: bronzo nella sciabola a squadre.
- Giochi olimpici giovanili

Buenos Aires 2018: oro nella sciabola individuale, oro nella gara a squadre mista.
- Europei juniores

Parenzo 2020: oro nella sciabola a squadre, bronzo nella sciabola individuale.
- Mondiali cadetti

Verona 2018: bronzo nella sciabola individuale.
- Europei cadetti

Soči 2018: oro nella sciabola a squadre.